# Arvid Florman
Arvid Henrik Florman (født 6. september 1761, død 21. januar 1840) var en svensk anatom og læge.
Florman blev medicinsk licentiat 1786. Han studerede dels i Lund, dels i København, hvor han også studerede veterinærvidenskab under Abildgaard. Han udnævntes til docent i anatomi i Lund 1785, var 1788-90 marinelæge og deltog i slaget ved Hogland 1788, samt tjenstgjorde ved det militære hospital i Karlskrona, hvor han underviste de yngre kirurger.
Erfaringerne fra en epidemi, der rasede på skibene under hans tjenestetid, samlede han i sin disputats: De febre biliosa anno 1788 nautas afficiente (1791). Han studerede 1797—98 udenlands og var 1801—31 professor i anatomi, kirurgi og veterinærvidenskab i Lund. Efterverden omtaler Florman som den, der grundlagde det rationelle studium af anatomien i Sverige, og hans fortjenester af veterinærvidenskaben var også betydelige. Han er også kendt som totalafholdsmand. Vetenskapernes Akademi slog 1851 en erindringsmedalje for ham.
Han skrev blandt andet Thesaurus anatomicus (1817), Anatomisk handbok (1823—30), Kan man af utvärtes tecken eller genom dissection med visshet bestämma, om en menniska eller annat djur, som upptagas ur vattnet, är drunknadt eller på annat sätt omkommit? (oprindelig i det danske tidsskrift Nyt Bibliothek for Physik, Medicin og Oeconomie, I, 1801; desuden i Hedins Vetenskaps-Journal for läkare och fältskärer, II, 1801, og på tysk); dernæst Pharmacopoea veterinaria eller Handbok for Häst- och Boskapsläkare (1809), Underrättelser om hushållsdjurenes vård och skötsel (1834). Fürst udgav 1896 A. Retzius breve til Florman og skrev i Lunds Universitets årsberetning 1899 om Florman og veterinærvidenskaben.